# 岩楯駒子
岩楯 駒子（いわだて こまこ）は、日本のフィギュアスケート選手（ペアスケーティング）。パートナーは井口政康。1966年全日本フィギュアスケート選手権優勝。1963年全日本ジュニア選手権優勝。

## 経歴
1963年、井口政康とカップルを組み、全日本ジュニア選手権で優勝する。その後、1966年には全日本選手権で初優勝を果たす。

## 主な戦績
| 大会/年              | 1963-64 | 1964-65 | 1965-66 | 1966-67 |
| -------------------- | ------- | ------- | ------- | ------- |
| 全日本選手権         |         |         |         | 1       |
| 全日本ジュニア選手権 | 1       |         |         |         |